# Hasfelmetsző Jack
Hasfelmetsző Jack (Jack the Ripper) néven vált ismertté az a londoni sorozatgyilkos, aki 1888-ban öt nőt – négy korosodó prostituáltat és egy fiatal nőt – ölt meg a Whitechapel nyomornegyedben (bár ennél több gyilkossággal gyanúsították). Neve a média által elterjesztett úgynevezett „Kedves Főnök”-levélből származik, melynek írója saját magát jelölte meg elkövetőként, és így írta azt alá. A levelet szélesebb körben csak kitalációnak vélték, amit egy újságíró írhatott, hogy a történet érdekességét növelje.
A gyilkos a tetteit ritka kegyetlenséggel követte el, sebészi pontossággal vágta ki az áldozatok belső szerveit (veséjüket, szívüket). A gyilkosságokat úgy követte el, hogy a bűntettek színhelyei egy keresztet formáljanak a térképen. A híresztelések szerint a gyilkosságok száma 1888 szeptemberében és októberében volt a legintenzívebb, és a média valamint a Scotland Yard is több nyugtalanító levelet kapott ebben az időszakban, amelyek íróját vagy íróit vélték az elkövetőnek. Az úgynevezett „Pokolból”-levél, melyet George Lusk, a Whitechapel negyed polgárőrségének elnöke kapott, egy fél emberi vesét tartalmazott, vélhetően az egyik áldozatét. A gyilkosságok különösen brutális mivolta és a média információi miatt az emberek egyre inkább hittek egyetlen sorozatgyilkos, Hasfelmetsző Jack létezésében. Teljes címlapok foglalkoztak az üggyel és gerjesztettek nemzetközi figyelmet a Hasfelmetsző iránt. A vizsgálatok nem tudták hitelt érdemlően az 1891-ig folyó gyilkosságok mindegyikét az 1888-as eseményekhez kötni, ennek ellenére Hasfelmetsző Jack legendája megszilárdult.
Bár számos elmélet született Hasfelmetsző Jack kilétét illetően, máig nem nyert egyik sem bizonyítást.

## Történelmi háttér
A 19. század közepén ír bevándorlók tömege került Angliába, akik jelentősen felduzzasztották a nagyobb angol városok népességét, beleértve az East Endet is, London keleti részét. 1882-től kezdve Kelet-Európából és a cári Oroszországból költöztek zsidó menekültek a területre. London East Enden található Whitechapel nevű negyede hihetetlen mértékben túlzsúfolttá vált. Mind a munkalehetőség, mind a lakhatási feltételek egyre rosszabbak lettek, és egy jelentős lélekszámú létszínvonal alatt élő osztály alakult ki. Az általános jelenséggé váló rablások, az erőszak, az alkoholfüggés és a szegénység számos nőt kényszerített prostitúcióra. 1888 októberében a Metropolitan Police Service, vagyis a londoni Fővárosi Rendőrség 1200-ra becsülte a prostituáltak, és 62-re a bordélyházak számát a negyedben. A gazdasági problémák a társadalomban is növelték a feszültséget. 1886 és 1889 között rendszeresek voltak az olyan tüntetések, mint az 1887-es „Véres vasárnap”, melyek rendőri beavatkozást indukáltak és fokozták a lakosság nyugtalanságát. Rasszizmus, bűnözés, háborgások és nélkülözés táplálta azt a tényt, hogy Whitechapel az erkölcstelenség tanyája. Ezek a híresztelések erősödtek fel, amikor egy rosszindulatú és groteszk gyilkosságsorozat vette kezdetét a negyedben, mely a médiában „a Hasfelmetsző Jack-gyilkosságok” néven kapott rendkívüli figyelmet.

## A gyilkosságok

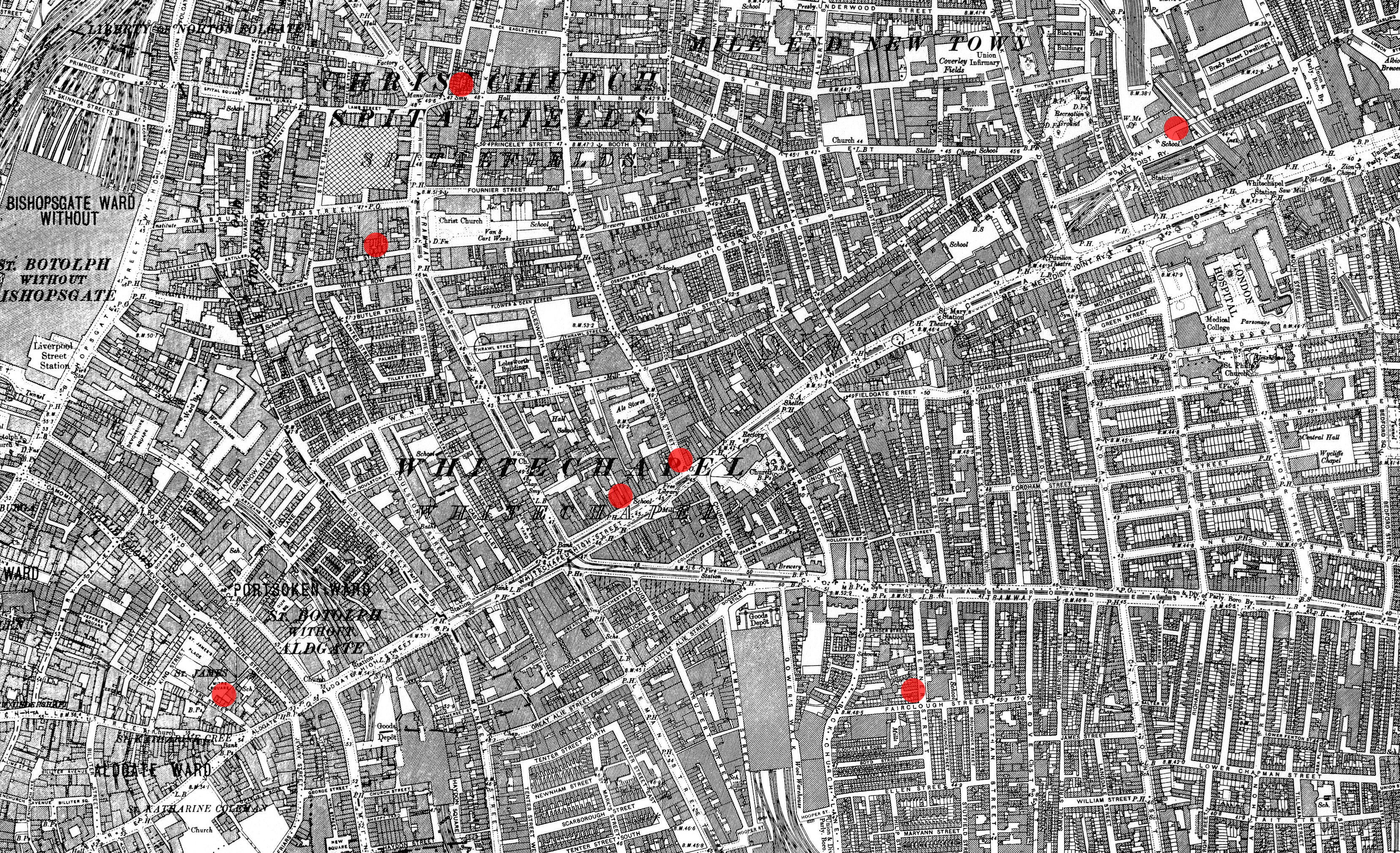
Az első hét gyilkosság helyszíne - Hanbury utca, Buck's sor, Dorset utca, Osborn utca, George Yard, Mitre tér és Berner utca (balról jobbra, felülről lefelé)

Számos szörnyű támadás történt az East Enden az időszakban, amelyekkel kapcsolatosan mindmáig tisztázatlan, hogy hány áldozattal végzett egy és ugyanaz a személy. Tizenegy különböző gyilkosság után nyomozott a londoni Fővárosi Rendőrség, melyeket 1888. április 2-ától 1891. február 13-áig terjedő időszakban követtek el, és amelyeket a rendőrségi akták „Whitechapeli gyilkosságok” néven tartottak számon. A vélemények megoszlottak, hogy mindezek a bűnesetek egyetlen elkövető művei-e, de a tizenegy esetből ötnél, melyeket az „általános öt” néven emlegetnek, bizonyosan Hasfelmetsző lehetett a tettes. A szakértők a mély torokvágásokból, az arc, a hasi és a nemi szervek területén történt csonkításokból, a belső szervek eltávolításából arra a következtetésre jutottak, hogy ezek Hasfelmetsző jellegzetes módszerei. A „Whitechapeli gyilkosságok” aktájának első két ügye, Emma Elizabeth Smith és Martha Tabram esete, nem egyezik a fenti módszerrel, ezért nem tartoznak az „általános öt” közé.
Emma Elizabeth Smitht 1888. április 3-án kirabolták és megerőszakolták az Osborn utcában. Egy tompa tárgyat dugtak a hüvelyébe, amely átszakította a hashártyáját. Ez hashártyagyulladást, majd következő napon a nő halálát okozta a kórházban. Állítása szerint két vagy három férfi támadta meg, egyikük egy tinédzser. A támadást a média a későbbi Hasfelmetsző-gyilkosságokhoz kapcsolta, de szinte bizonyos, hogy az eset független volt a sorozatgyilkostól.
Martha Tabram 1888. augusztus 7-én halt meg, 39 késszúrással végeztek vele. A gyilkosság kegyetlensége, a nyilvánvaló indíték hiánya, a whitechapeli helyszín és a többi Hasfelmetsző-gyilkosság időszakával való egybeesése miatt a rendőrség összekötötte az ügyet azokkal. Azonban ez a gyilkosság is eltérő jeleket mutatott az „általános öttől”, mivel az áldozattal szúrások végeztek, nem torkának vagy hasának felvágása, ezért napjaink szakértői már nem kapcsolják ezt az esetet sem a Hasfelmetsző-ügyhöz.

### Az „általános öt”

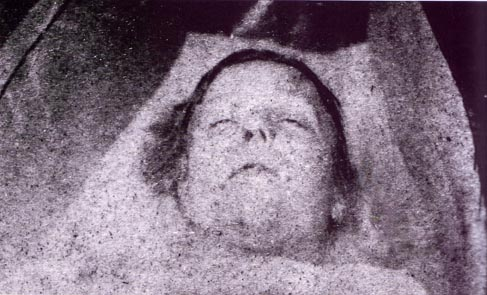
Mary Ann Nichols holtteste (1888. augusztus 31.)

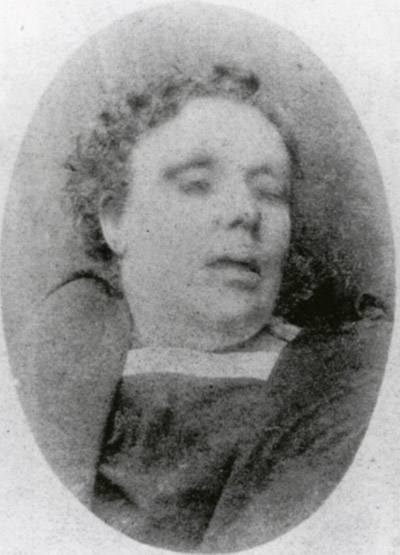
Annie Chapman holtteste (1888. szeptember 8.)

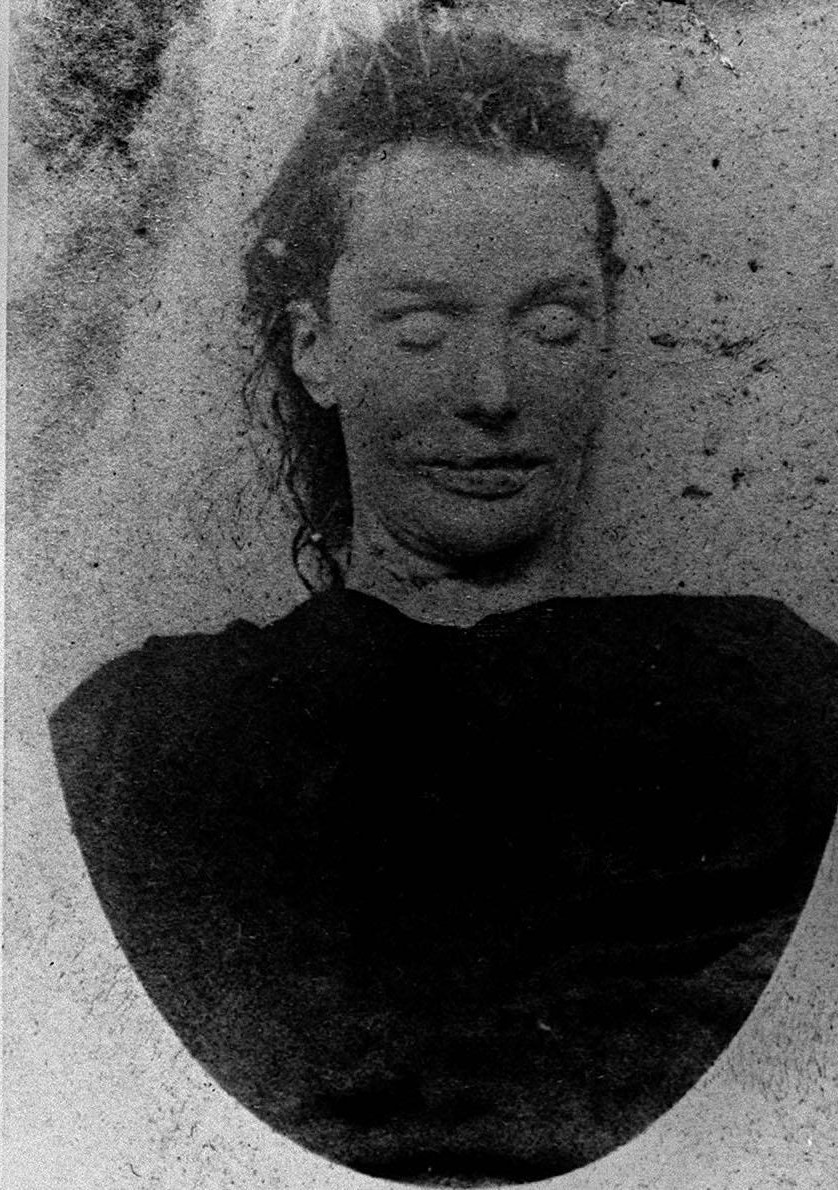
Elizabeth Stride holtteste (1888. szeptember 30.)

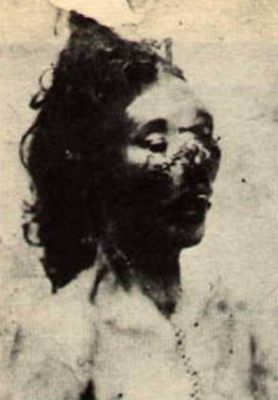
Catherine Eddowes holtteste (1888. szeptember 30.)

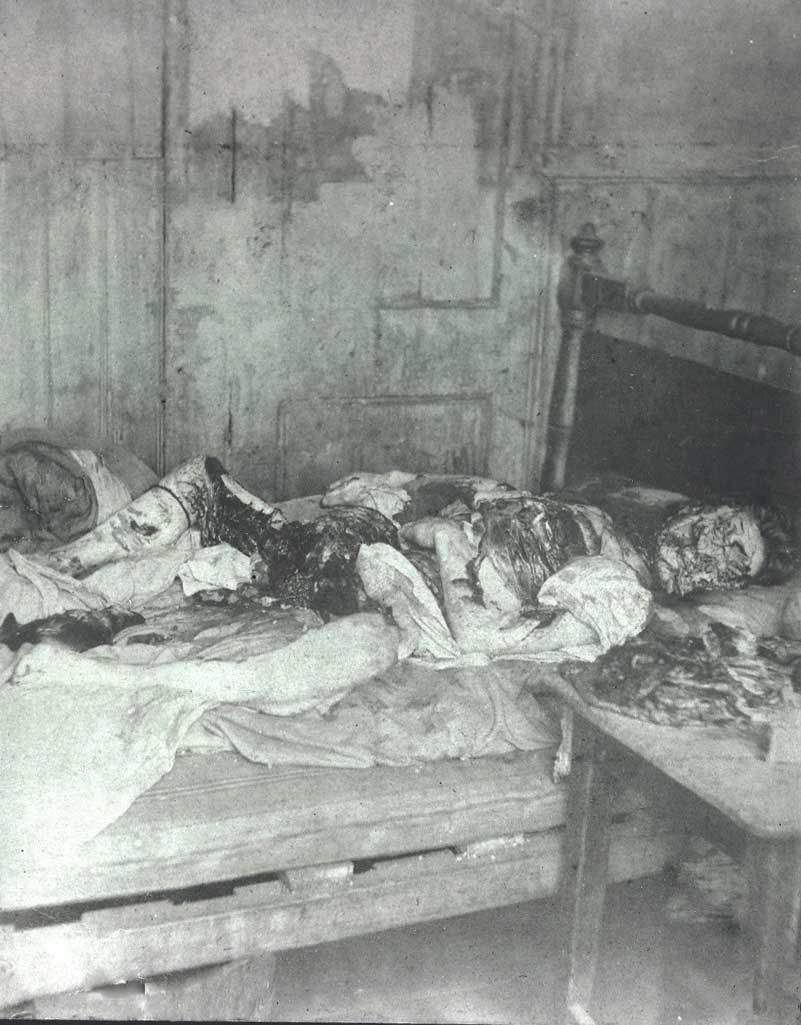
Mary Jane Kelly megcsonkított holtteste a gyilkosság helyszínén (1888. november 9.)

A Hasfelmetsző-gyilkosságok „általános öt” közé sorolt áldozatai Mary Ann Nichols, Annie Chapman, Elizabeth Stride, Catherine Eddowes és Mary Jane Kelly.
Mary Ann Nichols testét 1888. augusztus 31-én, pénteken reggel 3 óra 40 perckor fedezték fel a Buck's soron (ma Durward utca) Whitechapelben. Torkán két, hasának alsóbb részén egy mély, roncsolt szélű vágás volt, valamint számos metszés a hason, melyeket ugyanazzal a késsel ejtettek.
Annie Chapmanre 1888. szeptember 8-án, szombat reggel hat órakor bukkantak rá egy kapubejárat közelében, a Hanbury utca 29. szám hátsó részénél. Hasonlóan Nicholshoz, torkán szintén két mély vágás éktelenkedett. Hasát szinte teljesen felnyitották, és a méhét eltávolították. A nyomozás során egy szemtanú azt állította, látta Chapmant egy sötét hajú, kopott öltözetű férfival reggel fél hat körül.
Elizabeth Stride-ot és Catherine Eddowest 1888. szeptember 30-án vasárnap, korán reggel ölték meg. Stride testét hajnali egy óra körül találták meg a Berner utcában. Halálának oka egyetlen tiszta vágás volt, mely elvágta artériáját nyaka bal oldalán. Bizonytalan, hogy a Hasfelmetsző végzett-e vele, mert a hasi metszések ezúttal hiányoztak. Ennek oka azonban akár az is lehetett, hogy megzavarták a gyilkost. Azok a szemtanúk, akik úgy vélték, hogy látták Stride-ot egy férfival azon az éjjelen, különböző személyleírást adtak. Egyes leírások szerint szőke volt, mások szerint sötét hajú, egyesek azt állították, kopott ruházatú, mások szerint jól öltözött férfi volt.
Catherine Eddowes holttestét a Mitre téren találták meg, háromnegyed órával Stride-é után. Torkát elvágták, hasát hosszú, mély, roncsolt szélű vágással nyitották fel. Bal veséjét és méhének nagy részét eltávolították. Egy helyi lakos, Joseph Lawende, aki két barátjával a téren vágott át röviddel a gyilkosság előtt, látott egy szőke hajú, kopott öltözetű férfit egy nő társaságában, aki talán Eddowes volt. Lawende társai nem tudták megerősíteni a leírást.
Eddowes és Stride meggyilkolását később „dupla eseményként” emlegették. Eddowes ruházatának néhány véres darabját egy Goulston utcai bérház bejárata közelében találták meg. A ruhadarabok fölött a falon egy írás volt látható, amely Goulston utcai graffito néven vált ismertté, és ami egy zsidóra vagy a zsidókra igyekezett terelni a gyanút, de felderítetlen maradt, hogy a gyilkos írta, amikor a ruhadarabokat eldobta, vagy puszta véletlen, hogy a felirat éppen ott volt.
(The Jews are the men that will not be blamed for nothing / A zsidók azok, akiket sosem hibáztatnak semmiért.) Charles Warren felügyelő aggódott amiatt, hogy a falfelirat antiszemita zavargásokat fog okozni, ezért még hajnal előtt lemosatta.
Mary Jane Kelly borzalmasan megcsonkított holttestét saját ágyában találták meg a Miller's Court 13. szám alatt 1888. november 9-én, pénteken reggel 10 óra 45 perckor. Torkát szinte a gerincéig átvágták, hasi szerveit gyakorlatilag teljesen kiürítették, valamint hiányzott a szíve.
Eme öt gyilkosság mindegyikét éjszaka követték el, hétvégén vagy közel ahhoz és hónap végén, esetleg egy héttel utána. A csonkítások az események folyamán egyre borzalmasabbak lettek, kivéve Stride esetét, akinek a támadóját talán megzavarták. Nichols testéből gyilkosa nem távolított el szerveket, Chapman méhét eltávolította, Eddowesnak a méhe és veséje hiányzott és arcát is megcsonkította, Kelly testét kizsigerelte és arcát szétszabdalta, és a szíve eltűnt a bűntett helyszínéről.
Az a feltételezés, hogy ezt az öt gyilkosságot ugyanaz az ember követte el, azokból a dokumentumokból nyer bizonyítást, melyek tényei összekapcsolják és a többi esettől elválasztják őket. 1894-ben Sir Melville Macnaghten, a Metropolitan Police Service főfelügyelője és a Bűnügyi Vizsgálati Osztály (CID) igazgatója jelentésében kijelentette: „a whitechapeli gyilkosnak öt, és kizárólag öt áldozata volt”. Az öt áldozatot Thomas Bond rendőrségi orvos szintén egy ügyhöz tartozónak tekintette Robert Andersonnak, a londoni CID vezetőjének 1888. november 10-én írt levelében. Néhány kutató kijelentette, hogy míg a gyilkosságok némelyike kétségtelenül egyetlen gyilkos műve, a többiért ismeretlen számú és kilétű személyek a felelősek. Míg a rendőrség bizonyítottan egyetlen ügyként kezelte az „általános ötként” emlegetett eseteket, Stewart P. Evans és Donald Rumbelow írók kétségbe vonják ezt. Véleményük szerint Nichols, Chapman és Eddowes halálát valóban egy kéz okozta, Stride és Kelly esetében ez már kevésbé bizonyos. Ezzel ellentétben mások Martha Tabram meggyilkolását is Hasfelmetsző tettének tulajdonítják. Dr. Percy Clark, George Bagster Phillips kórboncnok helyettese csak három esetet vonna össze, a többinél „(egy) gyengeelméjű személy(ek)… próbált(ák) egymást túlszárnyalni”. Macnaghten felügyelő csak egy évvel a gyilkosságok megtörténte után csatlakozott a nyomozáshoz, és jelentése komoly ténybeli hibákat tartalmazott a lehetséges gyanúsítottakkal kapcsolatban.

### Későbbi whitechapeli gyilkosságok
Mary Jane Kelly meggyilkolását a Hasfelmetsző utolsó áldozatának tekintik. Bűncselekményeinek végét okozhatta a gyilkos halála, bebörtönzése, intézetbe kerülése vagy kivándorlása. A whitechapeli gyilkosságok aktája ennek ellenére további négy gyilkosság eseményeit tartalmazza, melyek az „általános öt” után történtek: Rose Mylett, Alice McKenzie és Frances Coles meggyilkolását, valamint a „Pinchin utcai torzó” esetét.
Rose Mylett testét 1888. december 20-án a High Streeten, a Poplar negyedben találták meg, halálát fojtás okozta. Mivel dulakodásnak nem volt nyoma, a rendőrség úgy vélte, véletlenül fojtotta meg magát részeg bódulatában, vagy öngyilkos lett. Mindazonáltal az esküdtszék gyilkosság tényét állapította meg.
Alice McKenzie-t 1889. július 17-én ölték meg fő nyaki verőerének elvágásával. Testén további zúzódások és vágások nyomait is találták, amit Castle Alleyben találtak meg. Az esetet vizsgáló patológus, Thomas Bond szerint ez a nő is a Hasfelmetsző áldozata volt, bár George Bagster Phillips, aki a korábbi esetek áldozatait boncolta, nem értett ezzel egyet. Később voltak olyan kutatók, akik véleménye megoszlott, hogy valóban a sorozatgyilkos műve volt, vagy pedig valaki próbálta lemásolni a Hasfelmetsző módszerét, hogy saját magáról így terelje el a gyanút.
„A Pinchin utcai torzó” egy azonosítatlan nő fej és lábak nélküli torzója volt, melyet a Pinchin utcai vasúti híd alatt találtak meg 1889. szeptember 10-én. A jelek arra utaltak, hogy a gyilkosságot máshol követték el, és a test részeit szétszórták az eset elrejtése céljából.
Frances Colest a Swallow Gardens vasúti hídja alatt ölték meg 1891. február 13-án. Torkát elvágták, de a testét nem csonkították meg. James Thomas Sadlert, akit korábban a nővel láttak, gyilkosság vádjával letartóztatta a rendőrség, és rövid ideig azt hitték, ő a Hasfelmetsző, azonban később bizonyítékok hiányában szabad lábra helyezték.

### További állítólagos áldozatok
A tizenegy whitechapeli gyilkosság mellett, az újságírók további támadásokat kapcsoltak össze a Hasfelmetsző-üggyel. Egyik ilyen eset „Fairy Fay”, mely egy állítólagos áldozat beceneve, akit 1887. december 26-án találtak, és egy karó volt átszúrva a hasán. Tisztázatlan, hogy a támadás valódi volt-e, vagy pedig a Hasfelmetsző-legenda kedvéért terjesztették el, mert rendőrségi akták nem rögzítettek gyilkossági ügyet Whitechapelben karácsony táján. „Fairy Fay” esetét vélhetően a sajtó találta ki, mert összekeveredtek Emma Elizabeth Smith gyilkosságának részletei egy teljesen elkülönülő, nem halálos kimenetelű támadással karácsonyt megelőzően. A legtöbb író egyetért abban, hogy ez az eset nem valós.
Annie Millwoodot 1888. február 25-én vették fel a Whitechapel kórházba vágott sérülésekkel a lábain és hasának alsó részén. Bár hazabocsátották, 1888. március 31-én természetes okok miatt meghalt. Később úgy vélték, ő volt a Hasfelmetsző első áldozata, de nem tudtak határozott kapcsolatot bizonyítani. Másik feltételezett korai áldozat volt Ada Wilson, aki túlélte a nyakán ejtett két vágott sebet 1888. március 28-án. Annie Farmer, aki Martha Tabrammal egy házban lakott, 1888. november 21-én jelentett be egy támadást. Torkán felületi metszést ejtettek, de ezt akár magának is okozhatta volna.

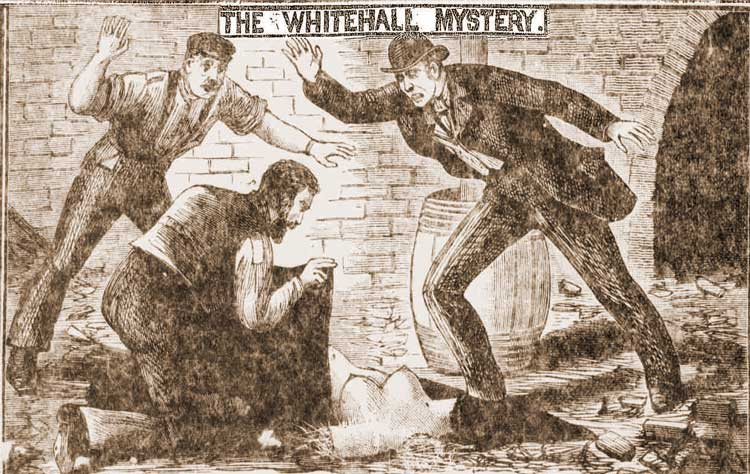
Illusztráció a The Illustrated Police News 1888. októberi számában – A női torzó felfedezése Whitehallban

A „Whitehall-rejtély” annak az eseménynek az elnevezése, amikor 1888. október 2-án Whitehallban, az újonnan épült Metropolitan rendőrfőkapitányság alagsorágban, egy fej nélküli női torzót találtak. A testhez tartozó egyik kart korábban megtalálták a Temzében, Pimlico közelében, egyik elásott lábára pedig nem messze a torzótól bukkantak rá. A többi végtagot és a fejet sosem találták meg, a test alapján sem tudták azonosítani. A csonkítások hasonlítottak a „Pinchin utcai torzó” esetéhez, ahol a fejet és a lábakat vágták le, bár a karokat nem. A „Whitehall-rejtély” és a „Pinchin utcai torzó” egy sorozatgyilkosság részei lehettek, melyeket „Temzei rejtélyek” néven emlegettek, és egyetlen gyilkos műve volt, a „torzó gyilkosé”. Hogy Hasfelmetsző Jack és a „torzó gyilkos” ugyanazon személyek voltak-e vagy különböző sorozatgyilkosok, kérdéses. Mivel módszerük eltérő, a rendőrség nem kapcsolta össze az ügyeket. Elizabeth Jackson, egy prostituált nő testének több darabját szintén a Temzéből gyűjtötték össze 1889. június 2. és 25. között, aki talán szintén a „torzó gyilkos” áldozata volt.
John Gill, egy hétéves kisfiú holtteste 1888. december 29-én került elő Manninghamben (Bradford). Lábait levágták, hasát felnyitották, belső szerveit kitépték, szívét és egyik fülét is eltávolították. A Mary Jane Kelly esetéhez való hasonlatossága miatt a sajtó a Hasfelmetsző művének tulajdonította ezt a gyilkosságot is. A fiú munkaadóját, William Barrett tejesembert, kétszer tartóztatták le a gyilkossággal kapcsolatban, de mindkétszer szabadon engedték, más gyanúsított nem merült fel az ügyben.
Carrie Brownt 1891. április 24-én New Yorkban fojtották meg valamilyen textíliával, majd megcsonkították. Testén egy hatalmas hasadás volt ágyéka tájékán, és több felületi vágás a lábain és a hátán. Ebben a gyilkosságban szervek nem tűntek el, bár egyik petefészkét az ágyán találták meg, ami lehetett szándékos vagy akár véletlen is. Akkoriban a gyilkosságot kapcsolatba hozták a whitechapeli esetekkel, de a Metropolitan rendőrség elutasította az összefüggést.

## Nyomozás

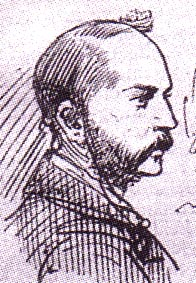
Frederick Abberline felügyelő, 1888

A Whitechapeli gyilkosságok aktáinak máig fennmaradó részei részletesen feltárják a viktoriánus kor nyomozási szokásait. Nagy számú rendőr járta Whitechapel utcáit házról házra és kérdezett ki mindenkit. Törvényszéki anyagokat gyűjtöttek be és vizsgáltak meg. Gyanúsítottakat azonosítottak, követtek, majd vagy kikérdezték vagy félretették őket. A rendőrség ma is hasonló módon jár el. Több mint kétezer embert hallgattak ki, háromszáz embert figyeltek meg és nyolcvan embert vettek őrizetbe a sorozatgyilkosságok kapcsán.
A nyomozást kezdetben Edmund Reid nyomozó, a whitechapeli rendőrség Bűnügyi Vizsgálati Osztályának (CID) igazgatója vezette. Mary Ann Nichols meggyilkolása után Frederick Abberline, Henry Moore és Walter Andrews felügyelőket küldték a Scotland Yard központi irodájából, hogy részt vegyenek a nyomozásban. Catherine Eddowes halála után a londoni városi rendőrségtől James McWilliam nyomozó csatlakozott az ügy kivizsgálásához. Azonban Robert Anderson, a CID élére frissen kinevezett igazgató, akinek a nyomozást össze kellett volna fognia, szeptember 7. és október 6. között szabadságát töltötte Svájcban, mialatt Annie Chapmant, Elizabeth Stride-ot és Eddowest meggyilkolták. Ezért a Metropolitan rendőrség rendőrfelügyelője, Sir Charles Warren kinevezte Donald Swanson főfelügyelőt, hogy a nyomozást a Scotland Yardról koordinálja.
A rendőrség munkájával elégedetlen polgárok egy csoportja Whitechapel polgárőreiként járták az utcákat és gyanús egyének után kutattak, kérvényezték a kormánytól, hogy tűzzön ki pénzjutalmat a gyilkosságról információval rendelkezők részére, illetve magánnyomozókat is felbéreltek, hogy a rendőrségtől függetlenül kérdezzék ki a szemtanúkat.
Henteseket, mészárosokat, sebészeket, orvosokat gyanúsítottak a csonkítások szakszerű mivolta miatt. A városi rendőrség egy felügyelője, Henry Smith őrnagy fennmaradt feljegyzései szerint minden helyi hentes és mészáros alibijét kivizsgálták, majd a semmis eredmény alapján kivonták őket a gyanúsítottak köréből. Donald Swanson főfelügyelő egyik jelentésében megerősítette, hogy hetvenhat mészárost és hentest kerestek föl és kérdeztek ki alkalmazottaikkal együtt az eseteket megelőző hat hónapra visszamenőleg. Néhány kortárs személyiség, mint maga Viktória királynő is úgy vélte, a gyilkosságok jellege arra utal, hogy az elkövető egy hentes vagy marhahajcsár valamelyik marhaszállító hajóról, melyek London és a Kontinens között ingáztak. Whitechapel közel helyezkedik el a londoni kikötőhöz, és ezek a hajók általában csütörtökön vagy pénteken érkeztek és szombaton vagy vasárnap hagyták el a várost. A kikötő hajóit átvizsgálták, de a gyilkosságok idején egyetlen hajó sem érkezett vagy távozott, és a legénység átjárása a hajók között kizárt volt.

## Bűnügyi profil
1888. október végén Robert Anderson felkérte Thomas Bond rendőrségi orvost, hogy mondjon véleményt a gyilkos sebészi képességeinek mértékéről az „általános öt” ügy áldozataival kapcsolatban. A Bond által adott leírás a legkorábbi, máig fennmaradt bűnözői profil. Az orvos szakvéleménye saját vizsgálatain és a boncolási jegyzőkönyveken alapult:

„Mind az öt gyilkosságot kétségtelenül ugyanaz a kéz követte el. Az első négy áldozatnál a torkot balról jobbra vágták el, az utolsó esetnél a többszörös csonkítás miatt lehetetlen megmondani a halált okozó vágás irányát, de artériás vér nyomait találtak a falra fröccsenve ott, ahol a nő feje feküdhetett. A gyilkosságok minden körülménye arra a véleményre vezet, hogy a nők feküdtek, amikor meggyilkolták őket és minden esetben a torkukat vágták el legelőször”

– Thomas Bond

Bond erősen ellenezte azt a véleményt, hogy a gyilkos bármiféle tudományos vagy anatómiai tudással rendelkezett volna, sőt „még egy hentes vagy lómészáros technikai tudásával sem”. Szakvéleménye szerint a gyilkos magányos férfi, időszakonkénti gyilkos erotikus mániával, a csonkításokat pedig satyriasis, vagyis túlzott szexuális vágy okozza. Bond szerint a gyilkolás vágya talán bosszúszomjas vagy elborult elméje miatt alakult ki, vagy akár a vallás is állhat a háttérben, de az orvos egyik elméletet sem találta valószínűnek. Mivel szexuális cselekedetekre nem volt bizonyíték egyik áldozat esetében sem, pszichológusok azt feltételezik, hogy az áldozatok testének átszúrása, illetve az, hogy szexuális értelemben lealacsonyító testhelyzetben, szörnyű sebeiket közszemlére téve hagyta a helyszínen őket, arra vezethető vissza, hogy az elkövetőnek szexuális gyönyört okoztak támadásai. Ezt a nézetet mások kétségbe vonták, mert elvetették az ehhez hasonló elfogadhatatlan feltételezéseket. Összehasonlítva az eseteket napjaink sorozatgyilkosainak motivációival és cselekedeteivel azt sugallja, hogy Hasfelmetsző Jack szkizofrén lehetett, mint Peter Sutcliffe, a „Yorkshire-i hasfelmetsző” (1981), aki azt állította, hangokat hall, melyek arra utasítják, hogy támadja meg a prostituáltakat.

## Gyanúsítottak

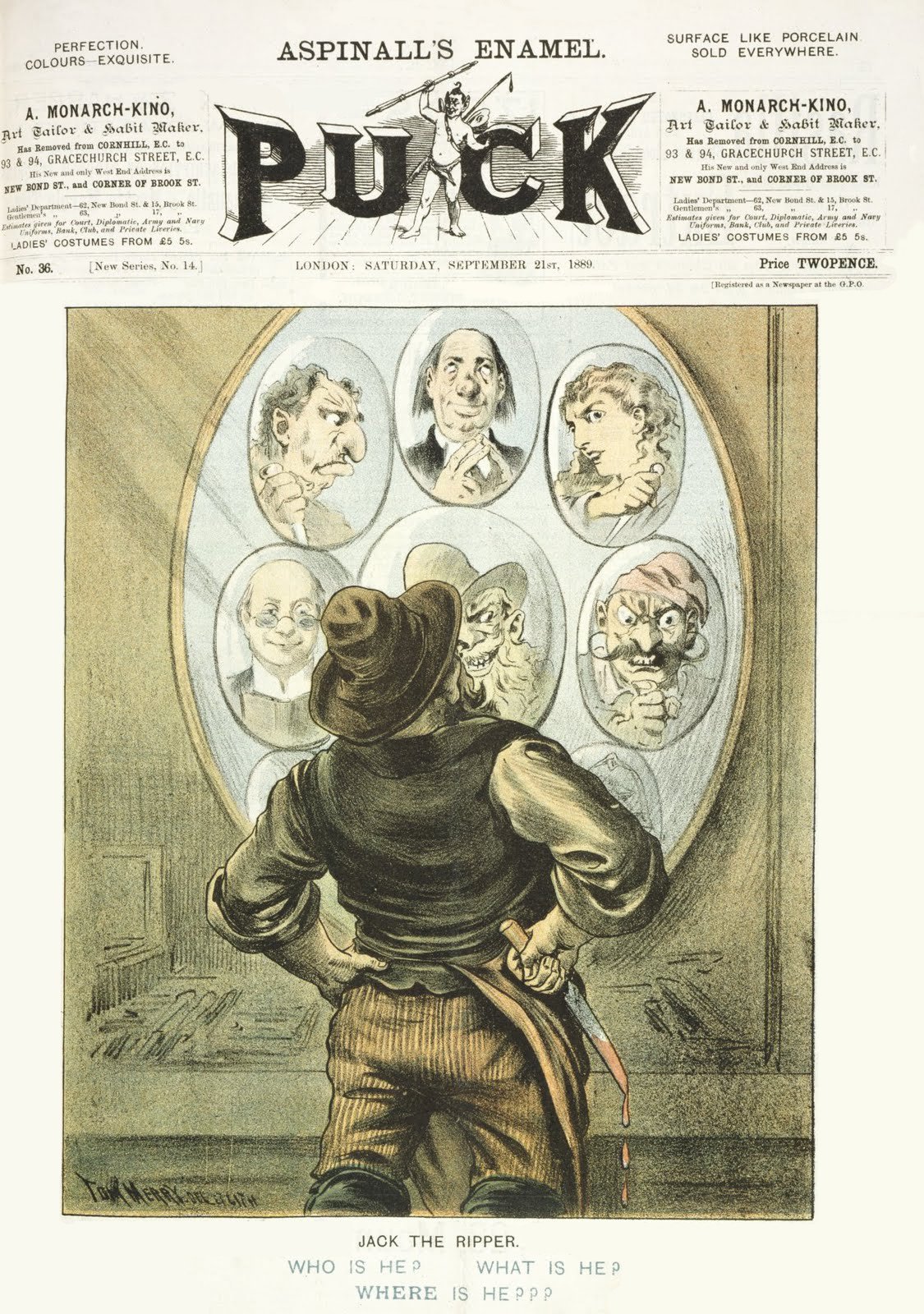
Illusztráció a Puck magazin 1889. szeptember 21-ei számának borítóján - Találgatás Hasfelmetsző Jack kilétét illetően (rajzoló Tom Merry)

Az a tény, hogy a gyilkosságok jellemzően hétvégén történtek, és csupán néhány utcányira egymástól, arra enged következtetni, hogy a Hasfelmetsző hétköznap dolgozott és helyi lakos volt. Mások szerint az elkövető egy tanult, felsőbb osztálybeli ember, talán orvos, aki egy gazdag környezetből merészkedett Whitechapelbe. Ez utóbbi vélemény olyan tulajdonságokat feltételez, mint az orvosi szakmától való félelem, bizalmatlanság a modern tudományokban vagy a szegényebb réteg gazdagok általi kihasználtsága. Stephen Knight író egy bonyolult szabadkőműves összeesküvés elméletet vetett fel 1976-os Jack the Ripper: The Final Solution című művében a felsőosztály és egy orvos kapcsolatáról, de más írók fantáziálásnak vélték az ötletet. Még évekkel a gyilkosságok után is újabb gyanúsítottként merül fel a neve bárkinek, aki valahogyan is kapcsolódott az ügyhöz annak dokumentumai alapján, még olyan hírességek is, akiket sosem említettek meg a rendőrségi jelentések. Mivel jelenleg már mindegyikük halott, napjaink írói szabadon vádolhatják bármelyiküket anélkül, hogy történelmi bizonyítékokat kellene felmutatniuk. Sir Melville Macnaghten 1894-es jelentése három gyanúsítottat nevez meg, de az ellenük felhozott bizonyítékok csak közvetettek voltak.
A Hasfelmetsző Jack kilétével és foglalkozásával kapcsolatos számtalan különböző elmélet ellenére a hatóságok között nincs egyetértés, és a lehetséges gyanúsítottak száma eléri a százat is.
Napjainkban a gyilkos kilétének tisztázására Patricia Cornwell brit írónő tett kísérletet, amelyhez DNS vizsgálatot vett igénybe. Gyanúja szerint a tettes nem más, mint Walter Richard Sickert festő, aki évekkel később megfestette a meggyilkolt nők képeit is, méghozzá úgy, hogy egy felöltözött férfi kép mellé hol élő, hol pedig halott meztelen női képet festett. Ez a pszichopatikus vonás és az arcok hasonlósága teljes egészében megegyezik a Hasfelmetsző Jack által elkövetett rémtettek jellegével. Cornwellnek sikerült hozzáférnie Sickert több személyes tárgyához, így olyan levelekhez, amelyről DNS mintákat próbáltak szerezni. Összevetették ezt a rendőrségre küldött levelekkel, de nagyon kevés DNS gyűlt össze. Sickert holttestéhez sem férhetett már hozzá, mivel elhamvasztották. 1973-ban Sickert állítólagos balkézről született fia, Joseph terjesztette azt, hogy a gyilkosságok egy szabadkőműves-összeesküvés részei voltak, melyről családi kapcsolatai révén volt tudomása. Állítása szerint gyilkolásainak legfőbb célja Mary Jane Kelly eltüntetése volt, aki egy rangon aluli házasság tanúja volt. Öt évvel később Joseph Sickert elismerte, hogy kitalálta a történetet, ám mielőtt meghalt, 1990-ben elmondta, hogy Walter Richard Sickert volt Hasfelmetsző Jack.
A Hasfelmetsző Jacknek tulajdonított Openshaw-levél bélyegének hátlapjáról vett mintából Ian Finley végzett DNS-vizsgáaltot, és arra a következtetésre jutott, hogy azon egy nő DNS-e van. Az egyetlen női gyanúsított Mary Pearcey volt, akit szeretője feleségének meggyilkolása miatt 1890-ben felakasztottak.
1992-ben előkerült egy bizonyos James Maybrick naplója, melyet Hasfelmetsző Jackként írt alá. A naplót valószínűleg 1992. március 9-én James Maybrick egykori hálószobájának padlója alatt találták, majd Tony Deveraux-n keresztül Mike Barrett-hez került, aki nyilvánosságra hozta. A napló sokak szerint hamisítvány, Robert Smith szerint – aki  könyvében részletesen foglalkozott az üggyel – viszont eredeti. Maybrick 1899-ben rejtélyes körülmények között elhunyt,  felmerült, hogy a felesége megmérgezte.
Dr. Geoff Crawford elmélete szerint Frederick Bailey Deeming lehetett a Hasfelmetsző. Fred Deeming felesége és négy gyermeke megölésében is bűnös lehetett, ezután Melbourne-be, emigrált, ahol 1892-ben második felesége meggyilkolása miatt felakasztották. Deeming a Hasfelmetszőéhez hasonló módszerrel gyilkolta meg feleségeit: előbb átvágta a nők torkát, majd kivette belső szerveiket. Ráadásul a gyilkosságok helyszínén látott feltételezett elkövetőkről adott személyleírások némelyike is ráillik.
A börtönben maga is azzal dicsekedett, hogy ő volt a Hasfelmetsző, azonban a legtöbb Hasfelmetsző-gyilkosság idején vagy börtönben volt, vagy éppen Dél-Afrikában tartózkodott. A rendőrség elutasított bármiféle kapcsolatot Deeming és a Hasfelmetsző között.
2014-ben szenzációként járta be a sajtót, miszerint DNS-vizsgálattal bebizonyították Hasfelmetsző Jack kilétét, azonban később kiderült, hogy az eredmény nem megbízható. A DNS-vizsgálat eredménye szerint a korábban is gyanús lengyel zsidó bevándorló fodrász, Aaron Kosminski volt az 1880-as évek hírhedt londoni sorozatgyilkosa. Érdekes az esetben, hogy a kelet-londoni Whitechapelben lakó Kosminski már a gyilkosságok idején is elől szerepelt a gyanúsítottak listáján, ám annak ellenére, hogy még szemtanúk is vallottak ellene, a rendőrség kellő bizonyíték hiányában nem tartóztatta le az akkor huszonhárom éves férfit. Viszont elmeállapota miatt gyógyintézetbe zárták, ahol 1919-ben halt meg.
A vizsgálatot elvégeztető Russel Edwards üzletembernek köszönhetően – aki amatőr nyomozóként összesen 14 éve foglalkozik az ügy megoldásával –, annak a véres sálnak a vizsgálata vezetett az elkövető nyomára, amely annak idején az egyik gyilkosság helyszínén begyűjtött bizonyíték volt. A kendőt, amelyet Edwards 2007-ben vásárolt egy árverésen, az egyik áldozat, Catherine Eddowes holttesténél találták meg a nyomozók, majd a nyomozást vezető őrmester – a felettese engedélyével – hazavitte otthonába. A véres ruhadarabot – a tulajdonos állítása szerint – sohasem tisztították ki, ilyen állapotban örökölte egy David Melville-Haye nevű férfi, aki árverésre bocsátotta. Edwards felkereste a kendővel Jari Louhelainen DNS-szakértőt, aki molekuláris biológusként dolgozik a liverpooli John Moores Egyetemen. A biológus a Kosminskinek és az áldozat leszármazottainak a DNS-ét összehasonlította a kendőn talált kétféle vérnyom DNS-ével. A vizsgálat első eredménye bebizonyította, hogy a sál a Hasfelmetsző Jack által elkövetett gyilkossághoz kapcsolódik, majd következő lépésben a fellelt vér- és spermafoltokból sikerült kivonni a feltételezett gyilkos DNS-ét. Ezután a DNS-eket összehasonlították az áldozat és Kosminski leszármazottainak DNS-ével. Így jutottak el végül Aaron Kosminskihez. Később azonban kiderült, hogy a DNS-vizsgálatot végző Jari Louhelainen hibásan számította ki a genetikai egyezőség esélyét, így az ügy továbbra is nyitott maradt. Ha a fentiek ellenére el is fogadjuk hitelesnek a kutatást, az eredmény csak annyit bizonyítana, hogy Kosminski a meggyilkolt örömlány ügyfele volt, de nem feltétlenül a gyilkosa.

## Levelek
A Hasfelmetsző-gyilkosságokkal kapcsolatban a rendőrség, a média és mások több száz levelet kaptak. Donald McCormick újságíró és történész kétezerre becsülte ezek számát, a The Illustrated Police News 1888. október 20-ai számában azt állította, nagyjából hétszáz levelet vizsgált ki a rendőrség, közülük több mint háromszázat sikerült megőriznie a londoni levéltárnak. A levelek némelyike jó szándékú tanácsokat tartalmazott, miképp kéne elkapni a gyilkost, de legnagyobb részük haszontalan volt. Több száz levél írója állította magáról azt, hogy ő a gyilkos, ezekből jelenleg kétszázat őriznek a levéltárban. Ezek közül három vívott ki magának jelentős figyelmet, a „Kedves Főnök”-levél, a „Pimasz Jack”-levél és a „Pokolból”-levél.

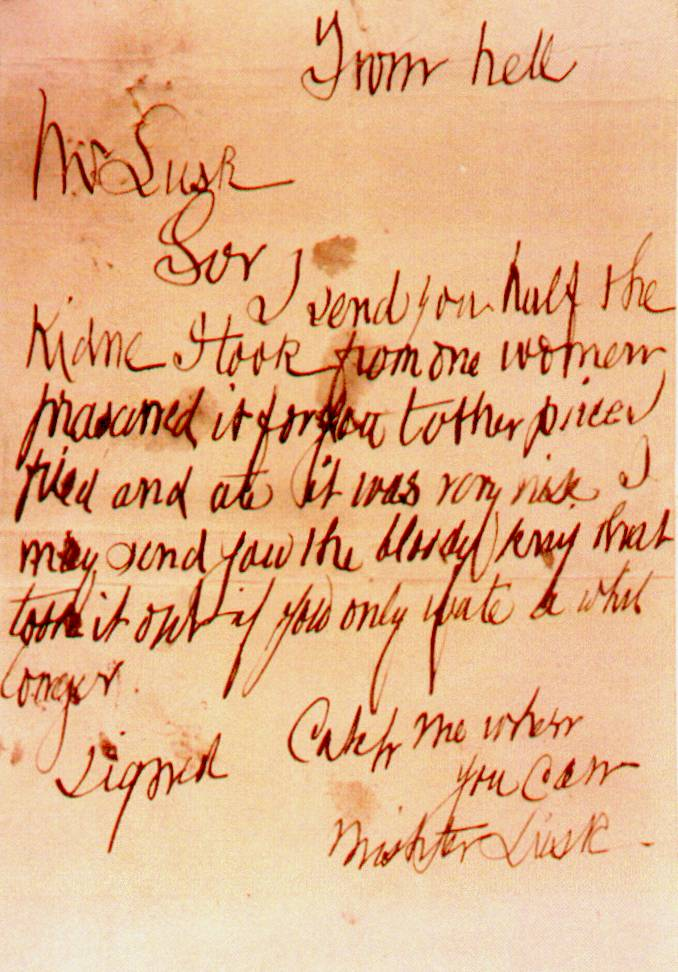
A „Pokolból”-levél

A „Kedves Főnök”-levelet 1888. szeptember 27-én postázták a Központi Hírügynökség részére (Central News Agency), és szeptember 29-én továbbították a Scotland Yardra. A levelet kezdetben nem vették komolyan, ám amikor szeptember 30-án megtalálták Catherine Eddowes testét, akinek egyik fülét levágták, már nagyobb figyelmet szenteltek neki. Ettől kezdve hivatkoztak Hasfelmetsző Jackként a sorozatgyilkosra, és kapott nemzetközi figyelmet az eset. Néhány forrás egy másik, 1888. szeptember 17-ei levelet jelöl meg, melyben először tűnt fel a Hasfelmetsző elnevezés, de a szakértők szerint ez egy modern hamisítvány, melyet jóval az események megtörténte után, a 20. században juttattak a rendőrségi jelentések közé.
A „Pimasz Jack”-levelet 1888. október 1-jén adták postára és kapta meg a Központi Hírügynökség. Kézírása hasonló volt a „Kedves Főnök”-levélen olvashatóhoz. A levél írója megemlíti, hogy két áldozatot ölt meg közel egymáshoz, „dupla esemény ezúttal”, melyek vélhetően Elizabeth Stride és Catherine Eddowes meggyilkolására utaltak. Néhány író azzal érvel, hogy a levelet a gyilkosság részleteinek nyilvánosságra hozatala előtt postázták, tehát egy ál-Hasfelmetszőnek nem lehetett volna ennyi információja az esetről. Azonban a levelet a haláleset után több mint 24 órával adták postára, tehát mind az újságírók, mind a lakosság addigra már tudomást szerzett a részletekről.
A „Pokolból”-levelet 1888. október 15-én postázták George Lusk, a Whitechapel negyed polgárőrségének elnöke részére. Kézírása eltérő az előző két levéltől. A levél egy kis dobozzal együtt érkezett, mely egy fél emberi vesét tartalmazott. Catherine Eddowes bal veséjét távolította el gyilkosa, de szakértői vélemények megoszlottak a szerv eredetével kapcsolatban. A kor orvosi véleménye az volt, hogy a szervet biztosan egy medikus diák lopta el és küldte el a levéllel együtt. A vesét dr. Thomas Horrocks Openshaw vizsgálta meg, és véleménye szerint az egy 45 év körüli nő veséje volt, aki rendszeresen ivott. Ezért jutottak arra a megállapításra az ügyben nyomozók, hogy az alkoholista és prostituált Eddowes veséje volt. Dr. Openshaw szintén kapott egy Hasfelmetsző aláírásával írt levelet.
A Scotland Yard röplapokat terjesztett el a „Kedves Főnök” és a „Pimasz Jack”-levél másolatával, hátha valaki felismeri a kézírást, de eredménytelenül. Sok újság is megjelentette a levelet vagy annak részleteit. 1888. október 7-én George Robert Sims újságíró a Sunday Referee című lapban arra utalt, hogy a leveleket valószínűleg egy újságíró írta, hogy „az újságeladások száma az egekbe szökjön”. A rendőrség később elmondta, hogy azonosítottak egy újságírót, aki az első két levél szerzője lehetett. John Littlechild felügyelő azt írta levelében George R. Simsnek 1913. szeptember 23-án, hogy Tom Bullen újságírót vélik a levelek írójának. Későbbi jelentések szerint 1931-ben egy Fred Best nevű újságíró beismerte, hogy ő írta a leveleket, hogy fellendítse a lapeladásokat. 2009-ben Kelvin MacKenzie, egy visszavonult lapszerkesztő, szakvéleményt kért Elaine Quingley grafológustól a „Kedves Főnök”-levél kézírásáról. A szakértő összehasonlította a levél írásképét Fred Best kézírásával, és szinte biztosra vette az azonosságukat. Abból a megfontolt módból, ahogyan a levelet írták, Quingley arra következtetett, hogy Best utasításra írta meg a levelet. Elmélete alapján McKenzie úgy vélte, hogy ebben Best szerkesztője, T. P. O'Connor lehetett a bűnrészes, hogy növelje lapjának, a The Starnak az eladási példányszámait.

## Média

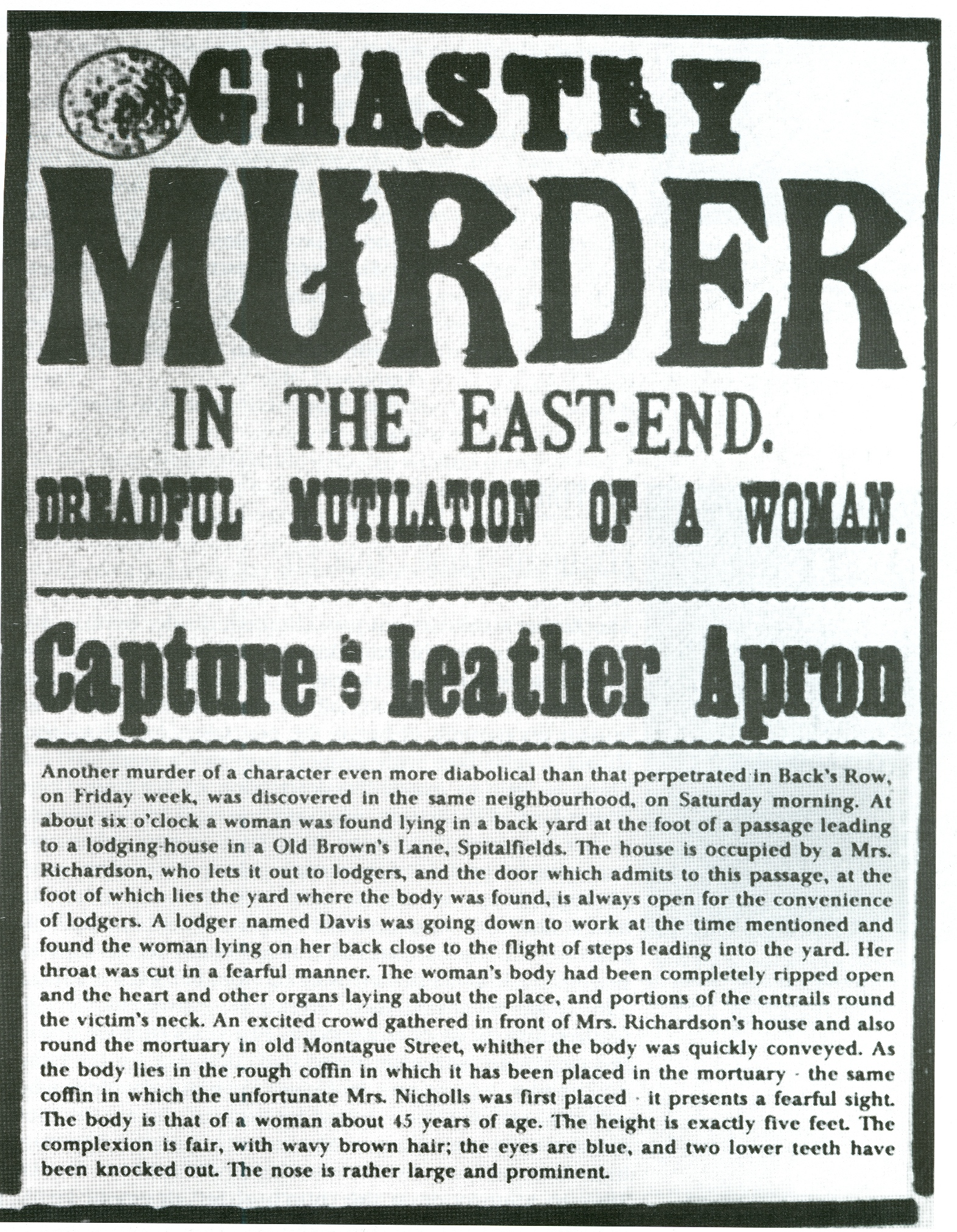
Körözvény „Bőrkötény” után, 1888. szeptember

A Hasfelmetsző-gyilkosságok komoly vízválasztóként működtek a bűnesetek és az újságírás kapcsolatában. Bár nem ez volt az első sorozatgyilkosság, a Hasfelmetsző-ügy volt az első, amely világszerte médiaőrületet okozott. Az 1850-es évek adóreformjai lehetővé tették olcsóbb lapok terjesztését. Ezek később gombamód elszaporodtak, így fél pennys újságok sokasága került forgalomba olyan népszerű magazinok mellett, mint a The Illustrated Police News, ami a korábbiakhoz képest összehasonlíthatatlan nyilvánosságot biztosított a gyilkosságsorozatnak. Alfred és Harold Harmsworth éppen 1888-ban alapították meg az Answers to Correspondents című lapot, amely a kis érdekesek kategóriában új kiadói hírlapkoncepciót hozott.
Mary Ann Nichols meggyilkolása után a Manchester Guardian azt írta: „Bármilyen információ van is a rendőrség birtokában, szükségesnek vélik annak titokban tartását… Vélhetően figyelmük főként egy … hírhedt figura, „Bőrkötény” felé fordult.” Az újságírókat frusztrálta, hogy a CID vonakodott bármi információt megosztani a nyilvánossággal, így kénytelenek voltak saját feltételezéseiket megírni. „Bőrkötényről” számos elképzelt kép jelent meg az újságok lapjain, de a rivális újságírók figyelmen kívül hagyták ezeket mint a riporterek túltengő fantáziájának szüleményeit. John Pizer, egy helyi zsidó lakos volt, aki bőrlábbelik készítésével foglalkozott, és az ő gúnyneve is „Bőrkötény” volt. Bár a nyomozást végző felügyelő állításai szerint akkor semmiféle bizonyíték nem volt ellene, mégis letartóztatták. Röviddel azután alibije kivizsgálása után el is engedték.
A „Kedves főnök”-levél nyilvánosságra hozatala után a „Bőrkötény” elnevezést felváltotta a „Hasfelmetsző Jack”, a későbbiek során még „Vörös Jack” néven is emlegették őt. A „Jack” elnevezést használta még a közvélemény egy másik londoni bűnözőre, Rugólábú Jackre is, aki falakon ugrott át, hogy megtámadja áldozatait, majd amilyen gyorsan érkezett, olyan gyorsan távozott a helyszínről. Az egyes elnevezések átvétele, esetleg új név létrehozása egy-egy gyilkosra általános gyakorlat a sajtó körében, mint például a New Orleans-i baltás (Axeman of New Orleans), A bostoni fojtogató (Boston Strangler), vagy a Beltway orvlövész (Beltway sniper). Hasfelmetsző becenevéből származtatták a Francia Hasfelmetsző (Joseph Vacher), a Düsseldorfi Hasfelmetsző (Peter Kürten), a Camdeni Hasfelmetsző (Anthony Hardy), Jack the Stripper, a Yorkshire-i Hasfelmetsző (Peter Sutcliffe) vagy a Rosztovi Hasfelmetsző (Andrej Romanovics Csikatyilo) nevét is. A szenzációhajhász lapok cikkei és a tény, hogy soha senkit nem sikerült elítélni a gyilkosságok miatt, összezavarta a tudományos elemzéseket, és olyan legendát hozott létre, ami árnyékot vetett a későbbi sorozatgyilkosokra is.

## Hatásai

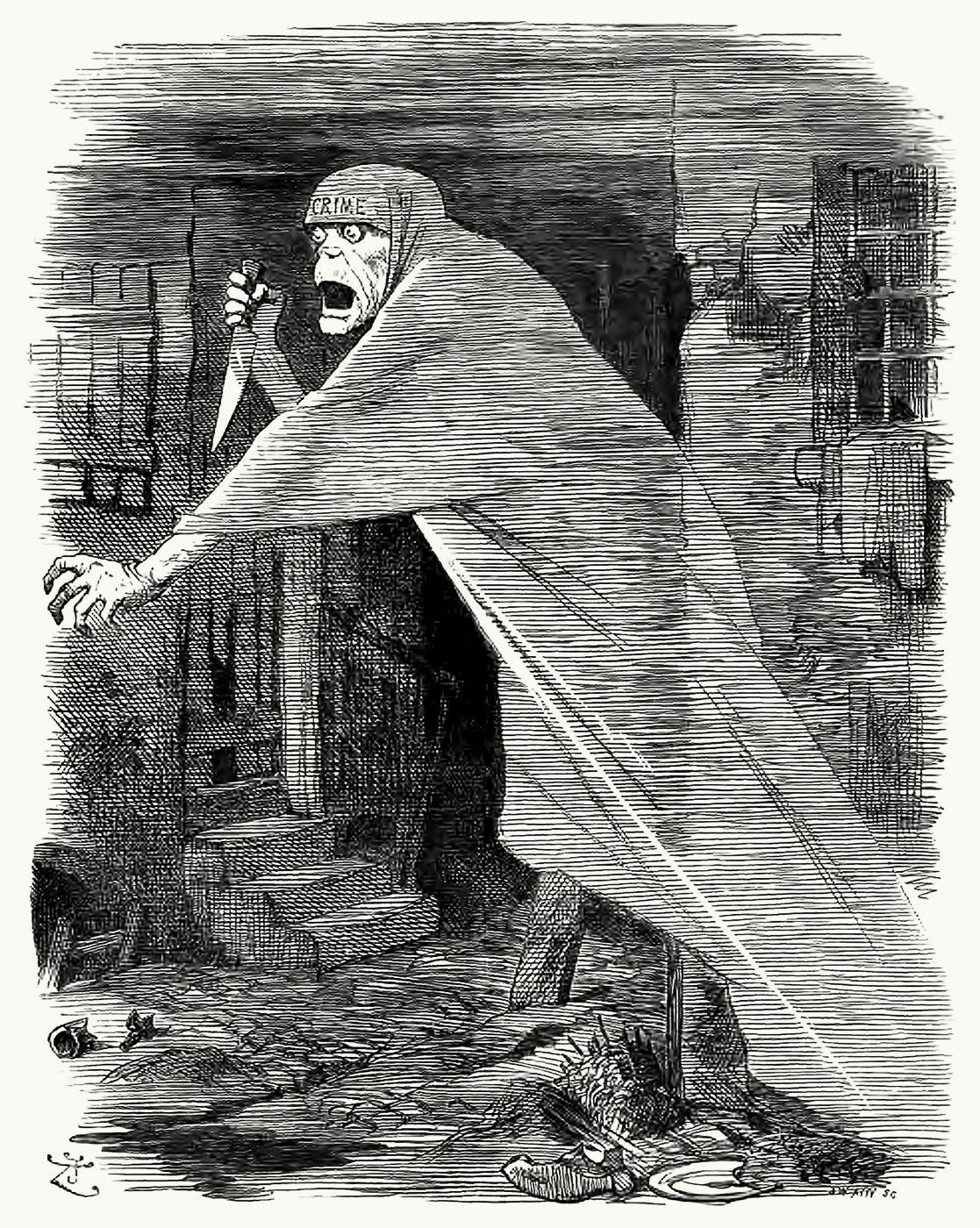
„Az elhagyatottság nemezise”: Hasfelmetsző Jack fantomként kísért Whitechapelben, mint a társadalmi nyomor megtestesítője. Karikatúra a Punch egyik 1888-as számából

A gyilkosok és áldozatok környezete felhívta a figyelmet a szegényes életkörülményekre az East Enden, és felkeltette a közönség figyelmét a túlnépesedett és egészségtelen nyomornegyedek ellen. A gyilkosságok utáni két évtizedben a nyomornegyedek legtöbbjét kiürítették és lebontották, de az utcák és egyes épületek túlélték a folyamatot. A Hasfelmetsző legendájában előforduló gyilkossági helyszíneket így még mindig be tudják mutatni a turistacsoportoknak. A Commercial utcán álló Ten Bells kocsmát az egyik áldozat sűrűn látogatta, így éveken át volt a turisták egyik úti célja.
A kortárs vizsgálatok ellentmondásai és megbízhatatlansága mellett napjaink kísérleteit az igazi gyilkos azonosítására akadályozza a törvényszéki bizonyítékok megsemmisülése is. A száz évet túlélt leveleken végzett DNS-vizsgálatok eredménye nem megbízható, a rendelkezésre álló bizonyítékok pedig annyi kézen mentek már át, hogy túl szennyezettek ahhoz, hogy értékelhető eredményt biztosítsanak. Napjainkig több mint száz szakirodalmi mű foglalkozott a Hasfelmetsző-üggyel, ez az egyik legtöbb alkalommal tollvégre került valós bűnügyi történet. Az 1870-es években Colin Wilson író terjesztette el a „ripperológia” kifejezést, amivel a szakértők és amatőrök tanulmányait fogta össze. Külön folyóiratok működtek ezen tanulmányok közlésére, mint a Ripperana, a Ripperologist és a Ripper Notes.

## Hasfelmetsző Jack a kultúrában
Hasfelmetsző Jack alakja számos kitalált, illetve a fantázia és valóság határán mozgó mű témája volt a levelekkel és egy ál-Hasfelmetsző-naplóval együtt. A karakter megjelent regényekben, rövid történetekben, versekben, képregényben, játékokban, dalokban, színházi darabokban, filmeken és Alban Berg Lulu című 1930-as évekbeli operájában is.
A gyilkosságok azonnali következményeként – és a későbbiekben szintén – Hasfelmetsző Jack a gyerekek mumusa lett. Ábrázolása gyakran rémisztő volt. Az 1920-as és '30-as évek egyik filmjében hétköznapi külsejű férfi volt, aki gyanútlan áldozatokra vadászik, a hangulatot és a bűnt villámló effektek és árnyjátékok adták. Az 1960-as évekre Hasfelmetsző a „ragadozó arisztokrácia szimbólumává vált”, és cilinderes úriemberként ábrázolták. A Hasfelmetszőről kialakult (vagy a média által kialakított) kép keveredett más horrortörténetekkel, illetve azok elemeivel, szimbólumaival, szereplőivel, vagyis egyszer Drakulát idéző sötét köpenyt adtak rá, máskor pedig az emberi szervek iránti megszállottságát a Frankenstein-történetre emlékeztető módon hangsúlyozták.
Az irodalomban már a gyilkosságok időszakában, 1888-tól jelent meg Hasfelmetsző témájú mű, legkorábban 1888 októberében John Francis Brewer The Curse Upon Mitre Square című gótikus regénye, mely Catherine Eddowes esetét dolgozza fel. Ezután éveken át számos szerző választotta történetének témájául a whitechapeli eseményeket, mint A Case to Answer (1947, Edgar Lustgarten), The Screaming Mimi (1949, Fredric Brown), Terror Over London (1957, Gardner Fox), Ritual in the Dark és a The Killer (1960 és 1970, Colin Wilson), Sagittarius (1962, Ray Russell), A Feast Unknown (1969, Philip José Farmer), A Kind of Madness (1972, Anthony Boucher), Nine Bucks Row (1973, T. E. Huff), The Michaelmas Girls (1975, John Brooks Barry, Jack's Little Friend (1975, Ramsey Campbell), By Flower and Dean Street (1976, Patrice Chaplin), The Private Life of Jack the Ripper (1980, Richard Gordon), White Chappell, Scarlet Tracings (1987, Iain Sinclair), Anno Dracula (1992, Kim Newman), A Night in the Lonesome October (1993, Roger Zelazny), Ladykiller (1993, Martina Cole), Savage (1993, Richard Laymon), Dan Leno and the Limehouse Golem (1994, Peter Ackroyd), Pentecost Alley (1996, Anne Perry), vagy a Ki vagy, Doki? című sorozat alapján készült Matrix című regény (1998, Mike Tucker, Robert Perry).
A filmipar is előszeretettel dolgozza fel a sorozatgyilkos tetteit. Marie Adelaide Belloc Lowndes The Lodger című művét öt alkalommal vitték filmre, köztük Alfred Hitchcock is A titokzatos lakó címmel 1927-ben. A The Veil című amerikai televíziós sorozat Jack the Ripper című epizódjában Boris Karloff alakította a Hasfelmetszőt 1958-ban. Egy korai német némafilm változatban, a Dr. Caligari című filmben Werner Krauss nagy sikert aratott a gyilkos alakításával. Több olyan film készült, ahol Sherlock Holmes került szembe Hasfelmetszővel (A Study in Terror (1965), Murder by Decree (1979)). Néhány filmváltozat fantasy stílusban mutatta be az eseményeket. Az 1979-es Time After Time című fantasy feldolgozásban Hasfelmetsző időgéppel szökött meg üldözői elől a modern San Franciscóba, az 1985-ös David Hasselhoff főszereplésével készült Terror at London Bridge című filmben Hasfelmetsző Jack lelke az arizonai London Bridge egy elátkozott kövébe zárva került Arizonába, míg a szintén '85-ös The Ripper című filmben a gonosz lelket egy gyűrűbe rejtették. A későbbiekben is számos ismert színész formálta meg a gyilkos vagy üldözőinek alakját. Egy 1988-as televíziós sorozatban Michael Caine személyesítette meg az ügyben nyomozó Frederick Abberline felügyelőt, míg a 2001-ben bemutatott A pokolból című feldolgozásban Johnny Depp látható a szerepben. A film alapja Alan Moore és Eddie Campbell From Hell című képregénye. 1989-ben a DC Comics Gotham by Gaslight című részében Batman üldözi a sorozatgyilkost, és számos képregényben tűnt még fel Hasfelmetsző Jack alakja, mint a Doom Patrol, Wonder Woman: Amazonia, Predator: Nemesis vagy a Night of the Ripper című Dredd bíró rész. A CSI: A helyszínelők képregény Serial című részében egy Hasfelmetszőt utánzó gyilkos után nyomoz a csoport. 2003-ban a Soul Eater, 2006-ban a Kurosicudzsi című japán mangák történetének alapja volt a sorozatgyilkos.
Színdarabok, operák, rock és popzenei stílus is foglalkozott a témával. Az 1904-es Die Büchse der Pandora (Pandora szelencéje) című színdarabját később Pandora's Box címmel filmre vitte Georg Wilhelm Pabst, illetve Lulu címmel Alban Berg írt operát belőle. Marie Adelaide Belloc Lowndes The Lodger című művét több alkalommal vitték színpadra, számos hasonló Hasfelmetsző-színdarab mellett, mint Murder Most Foul (Claude Pirkis, 1948) vagy a Force and Hypocrisy (Doug Lucie). A zenében a Judas Priest, a Praying Mantis, a Falconer, Nick Cave and the Bad Seeds vagy Bob Dylan írt dalokat Hasfelmetsző témában, valamint az Indexi együttes Povratak Jacka Trbosjeka i ostalog zla (Hasfelmetsző Jack és a többi gonosz visszatérése) címmel. Létezik egy Whitechapel nevű amerikai deathcore együttes, amely a gyilkosságok helyszínét választotta nevének, illetve a The Somatic Defilement című lemezük témája Hasfelmetsző Jack tetteinek története.
Kisebb hírnevű gyilkosokkal ellentétben Hasfelmetsző Jackről nem készült viaszfigura Madame Tussaud panoptikumában, mert elveik szerint nem készítenek viaszbábot olyan személyekről, akiknek a külseje ismeretlen. Ehelyett alakja csak árnyékként jelenik meg a panoptikumban. 2006-ban Hasfelmetsző Jacket a BBC History magazin és olvasói megválasztották az 1800-as évek Legrosszabb britjének.
Magyarországon az első élő társasjáték is Hasfelmetsző történetét dolgozza fel: az interaktív programban a gyilkos után nyomozhatnak a játékosok és megmenthetik Jack utolsó áldozatát.

## Fordítás
Ez a szócikk részben vagy egészben  a   Jack the Ripper című angol Wikipédia-szócikk ezen változatának fordításán alapul.  Az eredeti cikk szerkesztőit annak laptörténete sorolja fel. Ez a jelzés csupán a megfogalmazás eredetét és a szerzői jogokat jelzi, nem szolgál a cikkben szereplő információk forrásmegjelöléseként.